# 高機動車
高機動車（こうきどうしゃ）は、陸上自衛隊が装備している人員輸送用車両である。また、同車をベースとした様々な派生車両が存在する。
防衛省は略称をHMV（ハイ・モビリティ・ビークル）、広報活動用として愛称を「疾風（はやて）」としているが、部隊内では「高機（コウキ）」とも呼ばれている。アメリカ軍のハンヴィーを捩り「ジャンビー」や「ジャパニーズハマー」と呼ばれた時期もある。

## 概要
1990年代初頭に陸上自衛隊に採用された人員輸送用自動車。開発・納入はトヨタ自動車、製造は日野自動車が担当している。
自衛隊専用で市販はされていないが、劇用車として民間企業が所有している車両は存在する。また、本車両をベースとした民生用バージョンのメガクルーザー（BXD20V）が市販され、JAF、通信会社、地方公共団体（消防隊、救急隊）などが主に災害対策車として保有している。陸自が開発に加わっていること、陸自内部での使用要望が多いこと、陸自ほどの過酷な使用は想定されないことから、航空自衛隊と海上自衛隊では高機動車ではなく民間用メガクルーザーをベースにした車両を装備している。ただし、航空自衛隊では後に基地防空用地対空誘導弾の発射装置や航空支援隊など一部で高機動車を採用している。
メーカーが制定した型式は15B型エンジン車がBXD10（1 1/2tトラックとしてはBXD30）、N04C型エンジン車がXCD10（1 1/2tトラックとしてはXCD30）。
現在では配備が進み、ほとんどの普通科部隊に配備されている。価格は一両あたり約770万円で、基本型と派生型を含めてこれまでの製造台数は累計3,000両を超え、現在も調達が続いている。
普通科部隊の小銃小隊1個班（10名）の輸送や、火砲、トレーラーなどの牽引にも使用される。本車輌をベースとした派生型も多数存在している。
2000年（平成12年）以降ETC普及に伴い演習場へ移動する際に高速道路を使用する事の多い九州・本州の部隊から随時ETC機器類の取り付けが行われた。
|          | 1/2tトラック | 1 1/2tトラック | 3 1/2tトラック | 高機動車  | 軽装甲機動車 | 96式装輪装甲車 | 輸送防護車 |
| -------- | ------------ | -------------- | -------------- | --------- | ------------ | -------------- | ---------- |
| 画像     |              |                |                |           |              |                |            |
| 全長     | 4.14 m       | 5.49 m         | 7.15 m         | 4.91 m    | 4.4 m        | 6.84 m         | 7.18 m     |
| 全幅     | 1.76 m       | 2.22 m         | 2.48 m         | 2.15 m    | 2.04 m       | 2.48 m         | 2.48 m     |
| 全高     | 1.97 m       | 2.56 m         | 3.08 m         | 2.24 m    | 1.85 m       | 1.85 m         | 2.65 m     |
| 重量     | 約 1.94 t    | 約 3.04 t      | 約 8.57 t      | 約 2.64 t | 約 4.5 t     | 約 14.5 t      | 約 14.5 t  |
| 最高速度 | 135 km/h     | 115 km/h       | 105 km/h       | 125 km/h  | 100 km/h     | 100 km/h       | 100 km/h   |
| 乗員数   | 6名          | 19名           | 22名           | 10名      | 4名          | 10名           | 10名       |

## 開発
1993年（平成5年）から各試験のデータ収集用として装備実験隊に十数両、普通科教導連隊に3個中隊分（連隊本部使用分を含め計30両程度）及び第1空挺団普通科群の各中隊で運用分が実験的に配備された。翌年の1994年（平成6年）には部隊での運用実験を兼ねて当時最も訓練が厳しく装備品の部隊実験がさかんに行われていた第2師団の各部隊に配備が開始。第9普通科連隊に数両の他、第3普通科連隊本部管理中隊に2両、対戦車中隊に1両、第25普通科連隊（車番は06-0118まで）の各中隊に9両ずつ配備され、第26普通科連隊（車番は06-0157まで）にも各中隊9両ずつ配備が行われた。
なお、重迫牽引車に限っては、120mm迫撃砲 RTとの同時納付である観点から当初は必要数の半分を各連隊の重迫撃砲中隊へ納入し、事後製造と納入が軌道に乗ってからは残りの必要数が各部隊へ納入されている。
1994年（平成6年）に第2師団への部隊実験配備が完了後は1995年（平成7年）春に第1師団の第1普通科連隊へ納入が開始され、以降は本州の普通科連隊を中心に全国の部隊に配備が開始された。2010年（平成22年）春をもって全国の普通科連隊への配備が完了し、事後は車両損耗更新用に逐次入れ替え用として納入の他に特科部隊や施設科部隊・通信科部隊へ必要数が納入されている。現在は初期型・中期製造型の一部が耐用年数の規定到達による廃車となり、現在普通科連隊に配備されている高機動車は2014年（平成26年）の段階で3000番台が納入されている。

## 特徴

### 基本構造

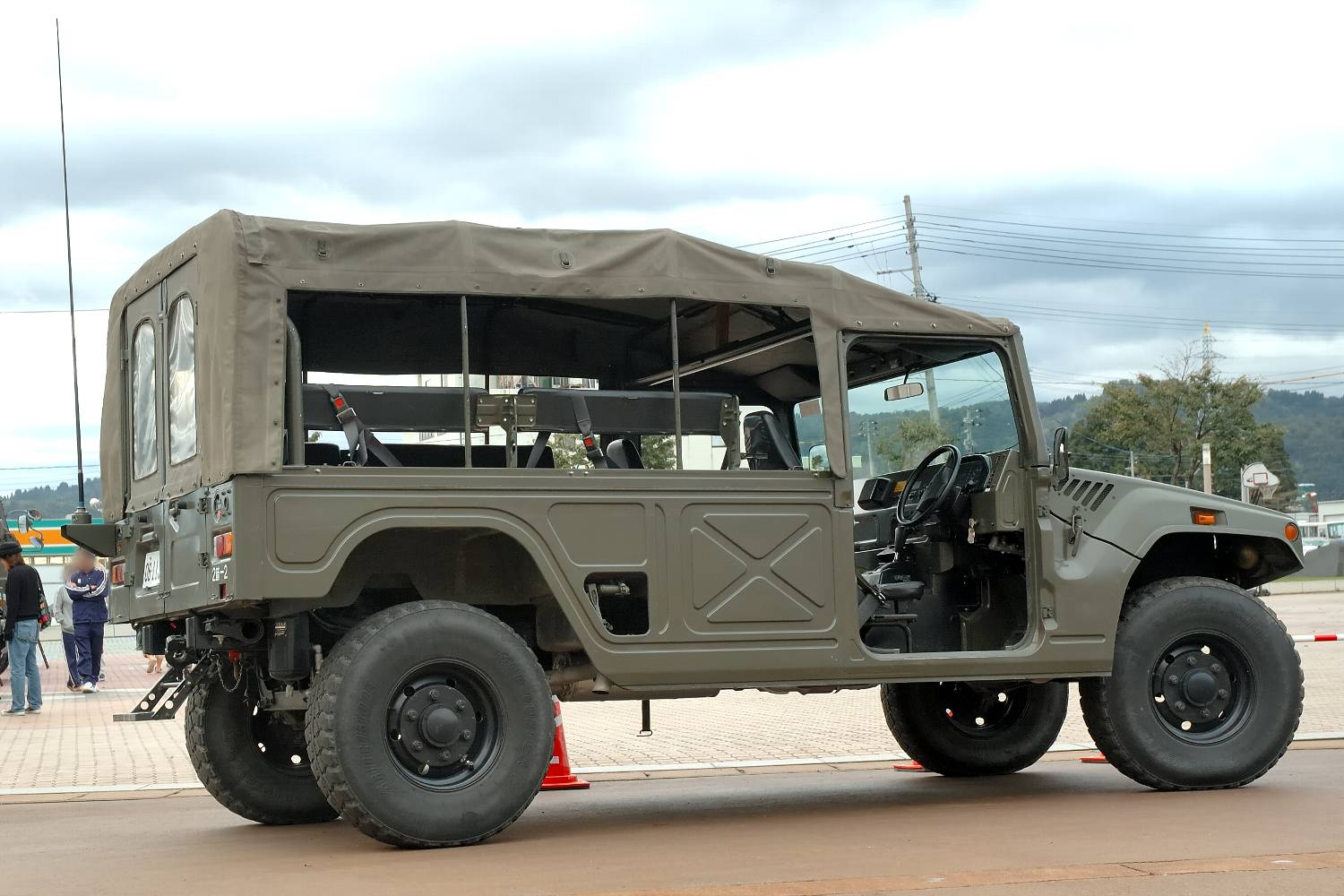
側面
直線状のフレームと、ドライブトレインの様子が分かる

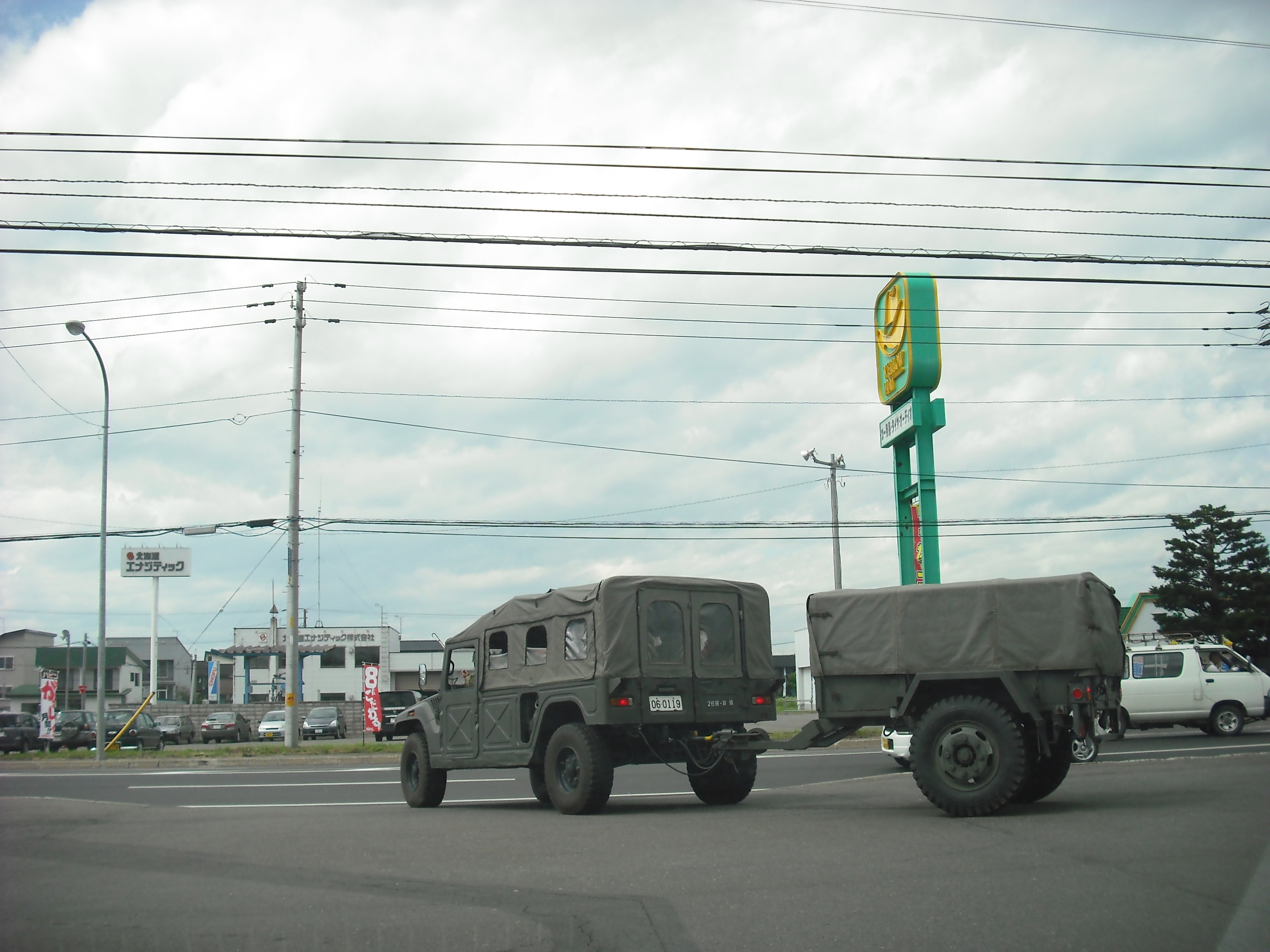
初期型の高機動車と初期に導入された高機動車用トレーラーの組み合わせ牽引状態の確認と車番から第2師団部隊に初期型が配置されている事が確認できる。

人員運搬や物資運搬など多用途に利用可能な、マイクロバスとトラック両方の性格を併せ持つ車両。災害派遣など、一般道路を使用する際は、73式小型トラックや73式中型トラックなどと共に使用される。
非装甲車両（ソフトスキン）として設計されており、ボンネットはFRP製で、防弾構造になっていないが、一般的な積層方法で製造されるメガクルーザーに対し、高機動車では真空成型となっている。ラジエーターも一般の自動車同様、垂直に置かれている。
一部車両は運転席と助手席の間のスペースにエアコン装置を装着している。初期生産型はシートのリクライニング機構が省かれていたが、後の改良でリクライニングシートとオプションでCDプレイヤー付きラジオが設定された。
固定武装は無いが、銃架をロールバーに取り付ける事で、普通科隊員が装備している5.56mm機関銃MINIMIを据え付けて射撃する事ができる。
現在生産されている73式中型トラックと本車のシャーシは、4WSの有無、ホイールベース、ばねレート以外は共通となっている。

### エンジン
当初、ダイナ/トヨタ・トヨエースなどに使われていた総排気量4,104ccの直列4気筒直噴ディーゼルエンジンである15B型に、ターボとインタークーラーを装備した15B-FT型（155馬力、排ガス記号KC相当の短期規制適合）を搭載していた。
その後、自動車排出ガス規制の段階的な強化に対応し、1999年（平成11年）度～2003年（平成15年）度導入分については、噴射ポンプを電子制御化して排ガス記号KK相当の長期規制に適合した15B-FTE型（170馬力・125kW）に換装した。新短期規制以後は、ダイナ・トヨエース同様、排気量4,009ccの日野自動車製N04Cシリーズ（2004年（平成16年）度～2011年（平成23年）度はN04C-TC型、2012年（平成24年）度以降はN04C-VH型）へと変更されている。
ドライブトレインは、任意にロックできるセンターデフを持つ、フルタイム4WD。デフには前後ともに電動デフロック機構対応のトルセンLSD（タイプA）を装備している。さらに、3次減速装置としてハブリダクションドライブを持ち、そのスペースを確保するためホイールブレーキはディスクながらインボードマウントとなった。
初期型のエンジン始動は夏場でも一定時間ON状態にして予熱を行い、電気系統とブレーキ用エアコンプレッサー作動のチェックを必要とする反面、B型系エンジン全般の長所として始動性が良い（クランキングが短い）。コモンレール式となった日野エンジン搭載車両は予熱をあまり必要としない分、初期型に比べ、長くスターターモーターを回す必要がある。

### サスペンション

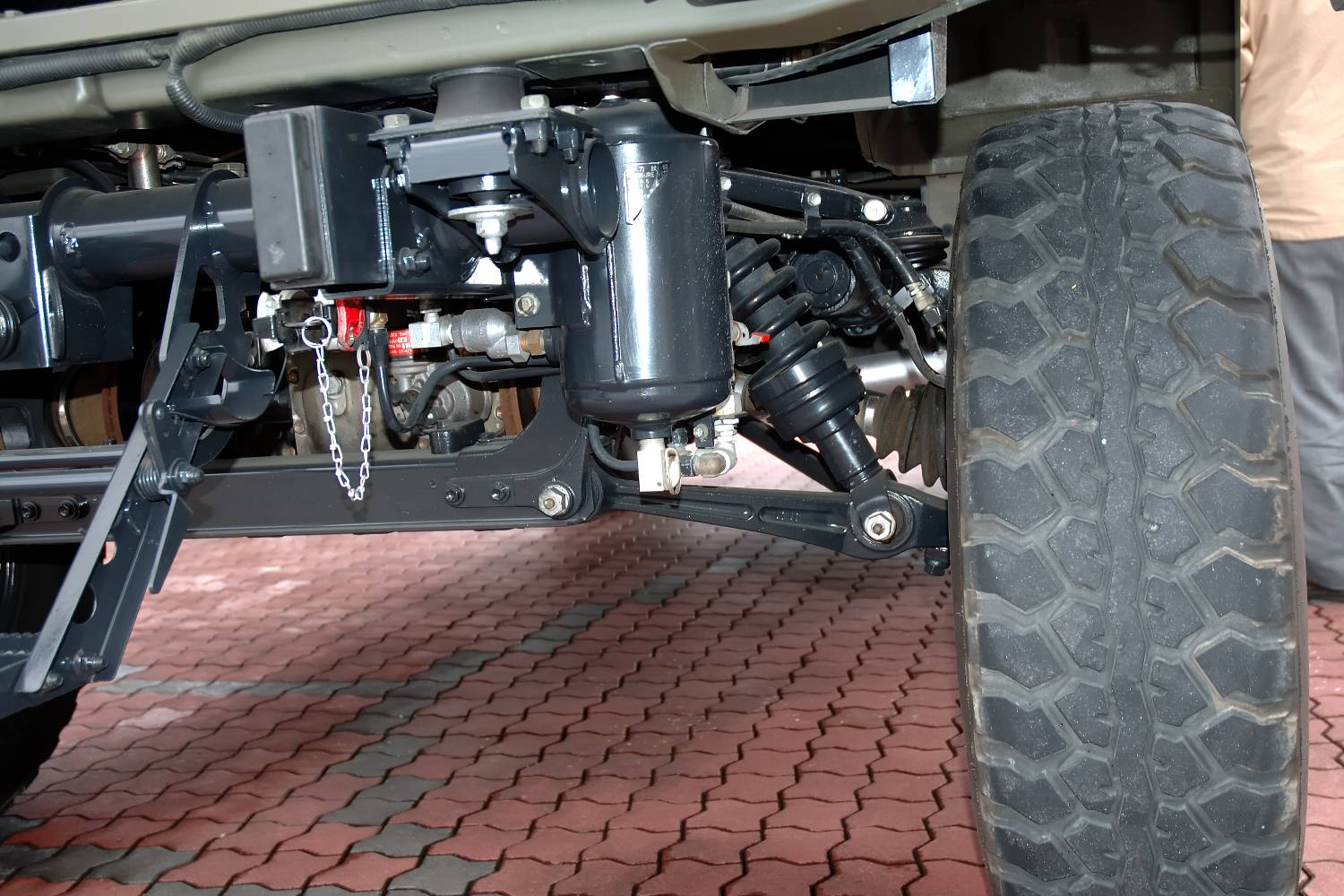
ハブリダクション機構によってドライブシャフトが車輪からオフセットしている。また、インボードのブレーキローター（錆色の部分）が見える。
筒状のものはタイヤ空気圧復帰用のエアタンク

サスペンションは4輪ダブルウィッシュボーンで、ハブやサスペンションアームは4輪ともにある程度の互換性を持たされている。後輪に油圧式操舵装置を持った逆位相4WSを採用している。これは、最小回転半径を小さくするための機構だが、高速走行時にも大舵角を切れば後輪は前輪とは逆位相で動くため、パニック操舵時の安全性には問題が出る場合がある。センタリングスプリングによるフェイルセーフ機構が備わっており、油圧系統の異常時や、エンジンが止まり、油圧が下がると中立に戻る。また、ハブリダクションを採用しており、最低地上高の確保に配慮が為されている。
ダイナやランドクルーザーなど、市販車の技術を応用しているため、一般路での走行性能は高く、大きな最低地上高、タイヤ空気圧調整装置、幅広大径タイヤの採用による低接地圧などにより、路外機動性も確保されている。ランフラットタイヤを採用し、被弾しても運転席横パネルにあるスイッチを操作することで空気圧調整装置を最大限まで併用し、一般道での法定速度走行ができる程度は維持できる。ホイールとは別にタイヤ内部に中子と呼ばれる金属製のリング状の金具（被弾などで空気が抜けた場合、金具がタイヤの内側で支える構造）を取り付けており、タイヤ交換時には金具を分離する必要があるため、経験者による指導を受けながらの作業が必須となる。
メガクルーザー共々、タイヤは37×12.50R17.5-8PR LTと言う大きな上に特殊なサイズで、夏用・冬用共に専用品となっており、ブリヂストンの一社供給となっている。スタッドレスタイヤの銘柄はブリザックW965及びW945で、いずれも特注品となっている。

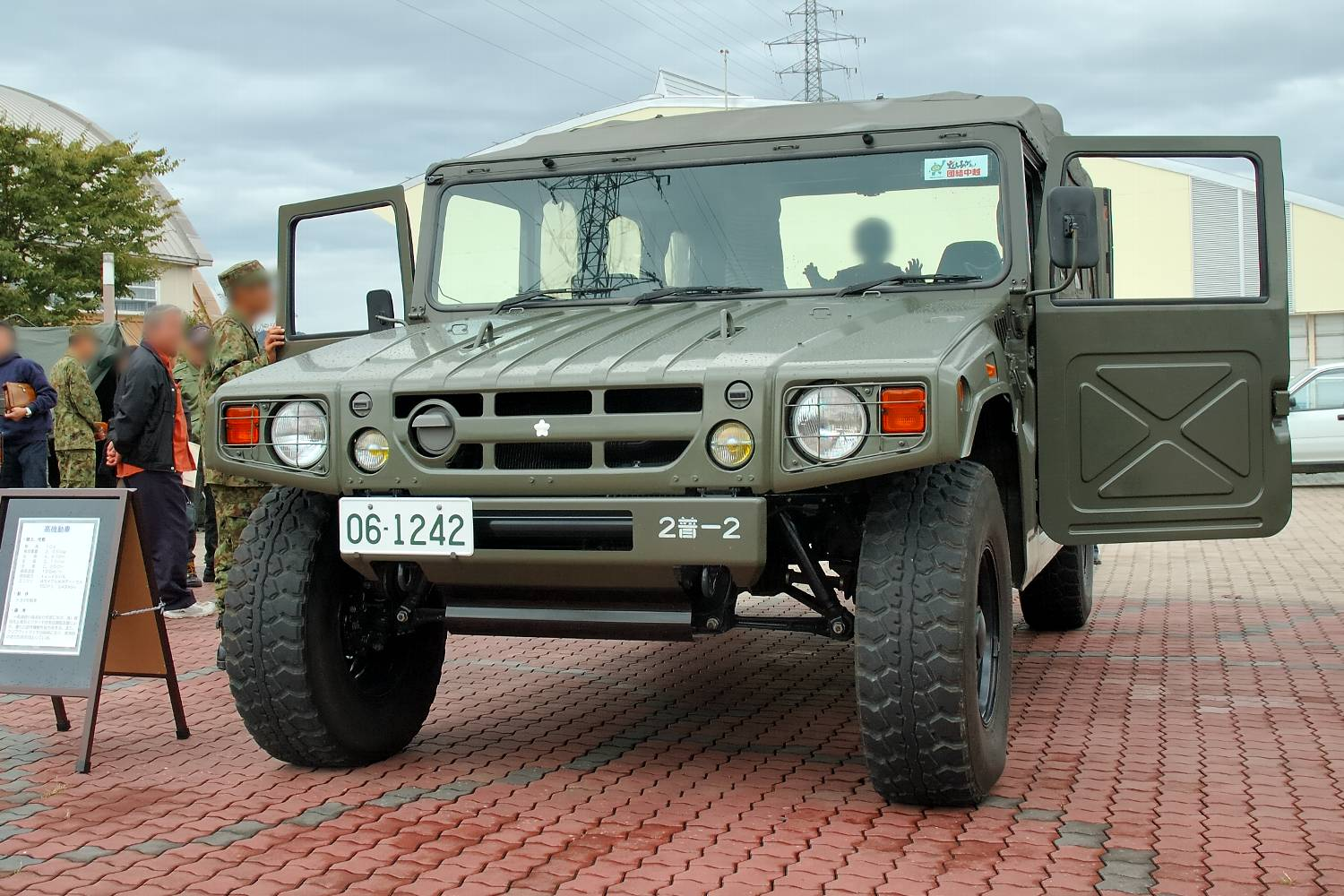
車体正面
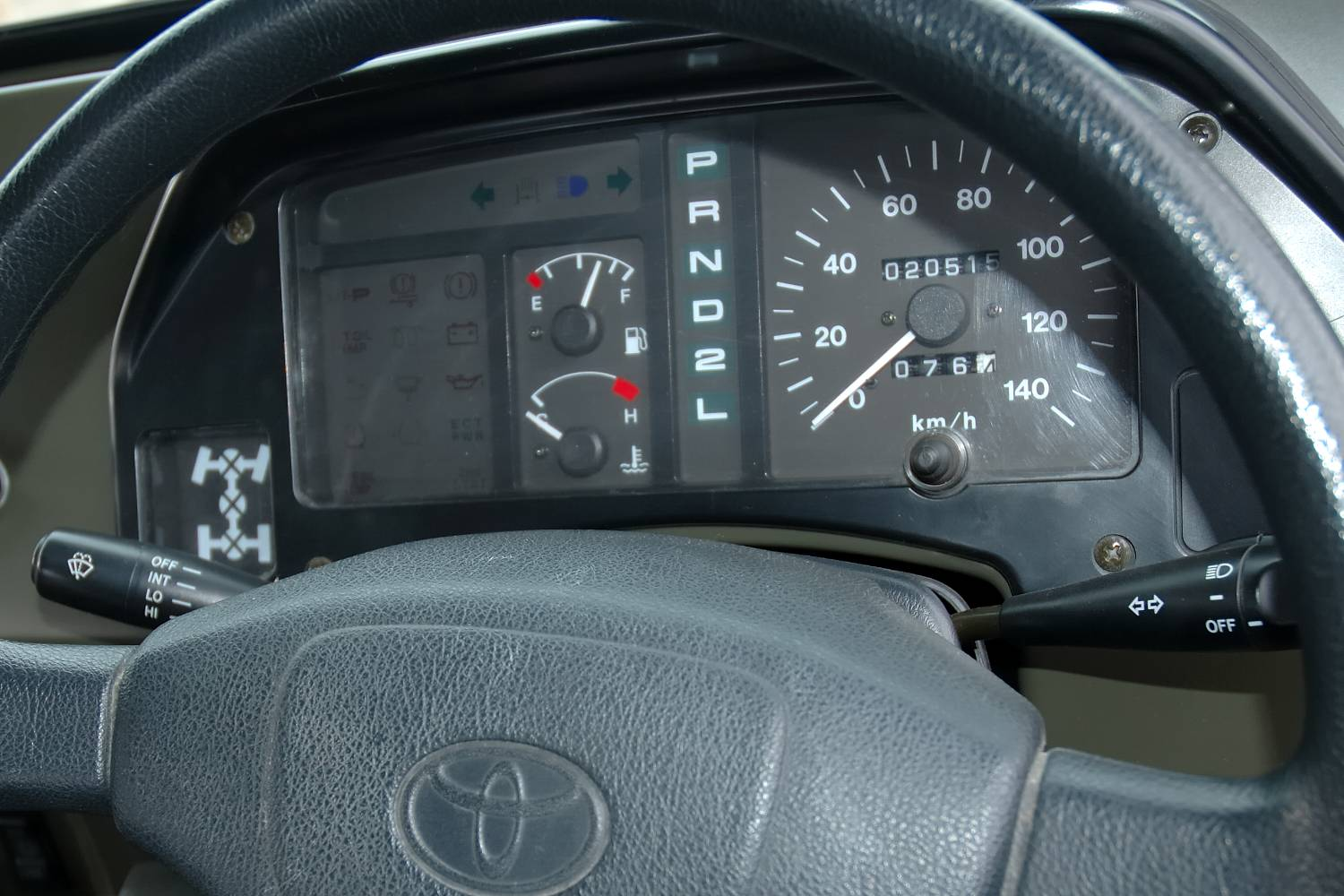
防塵メーター
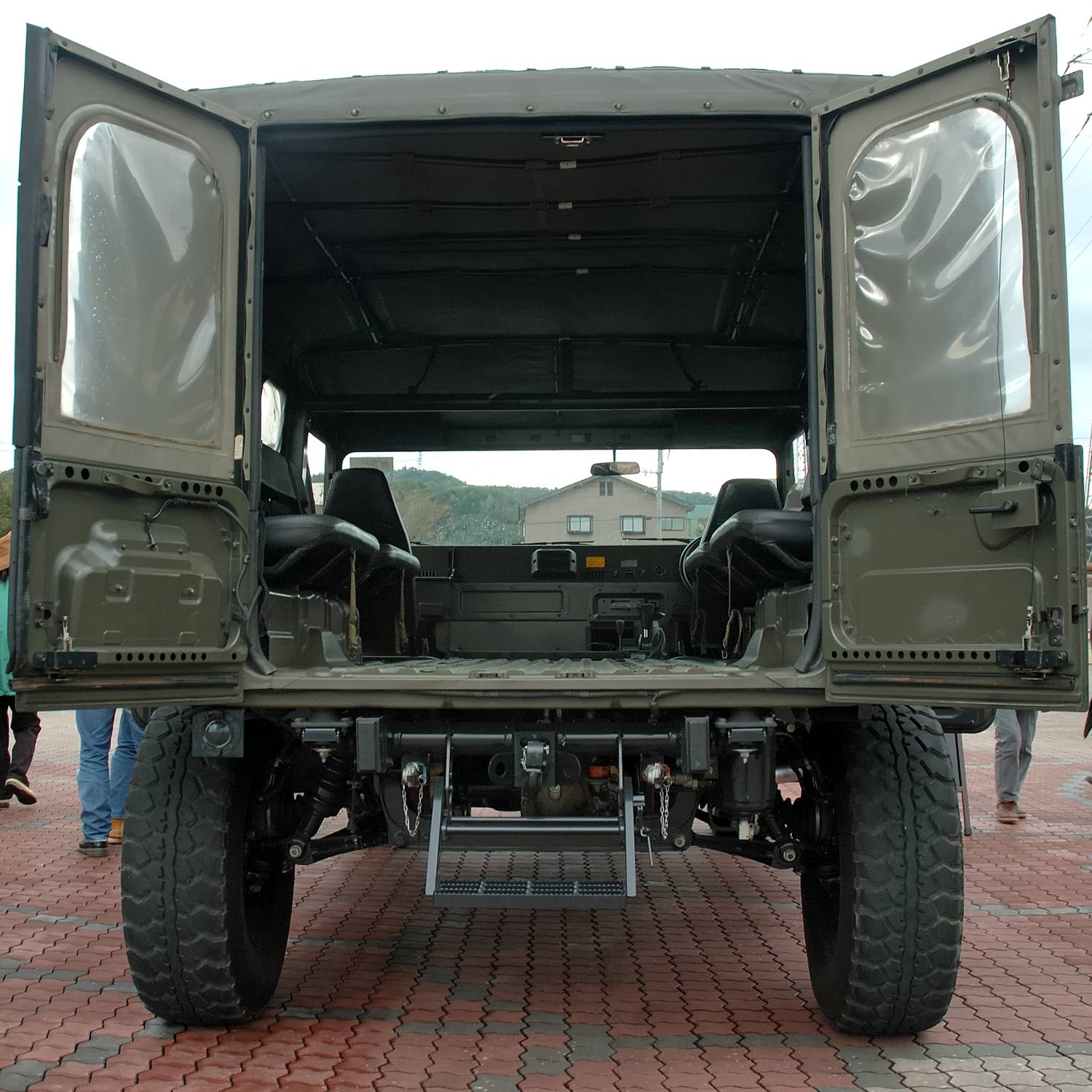
バックドア
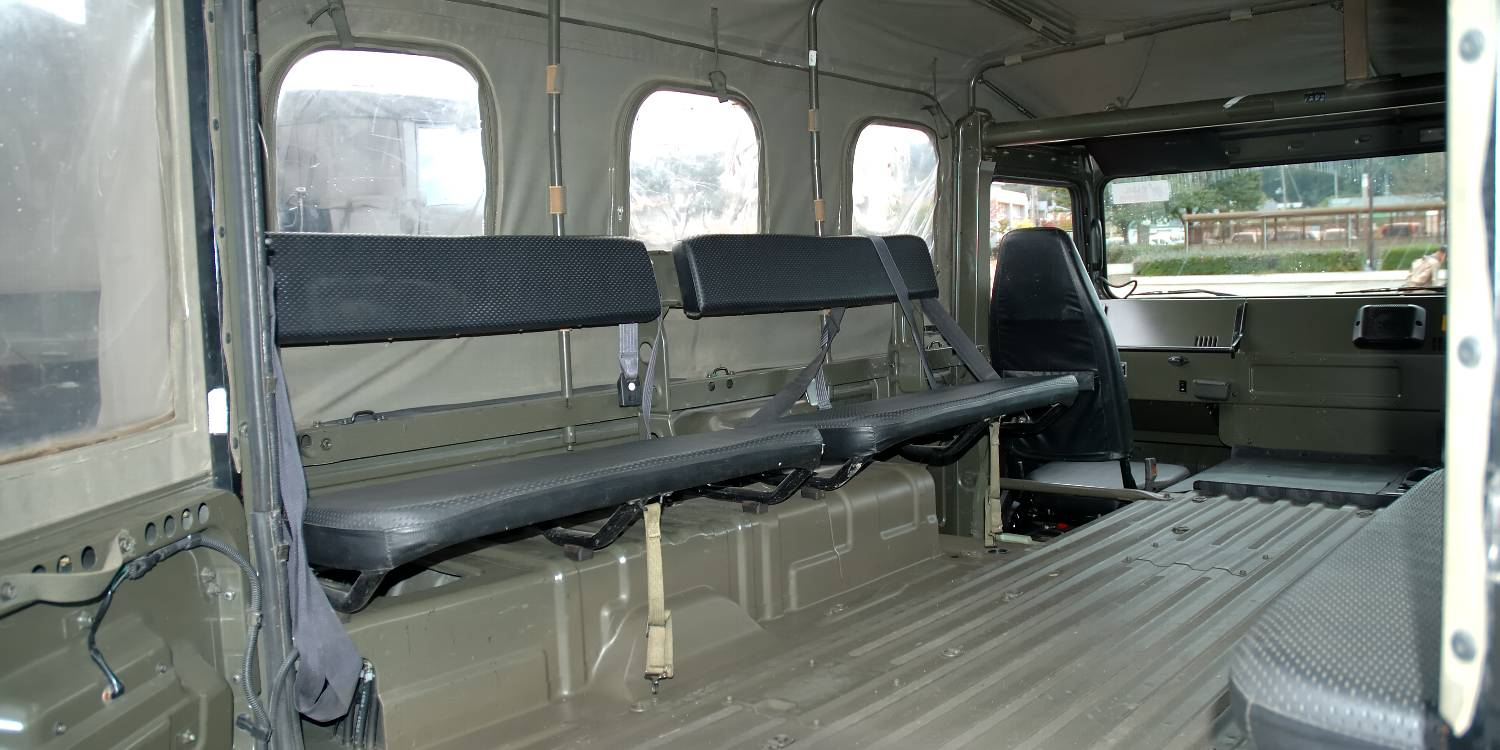
車内
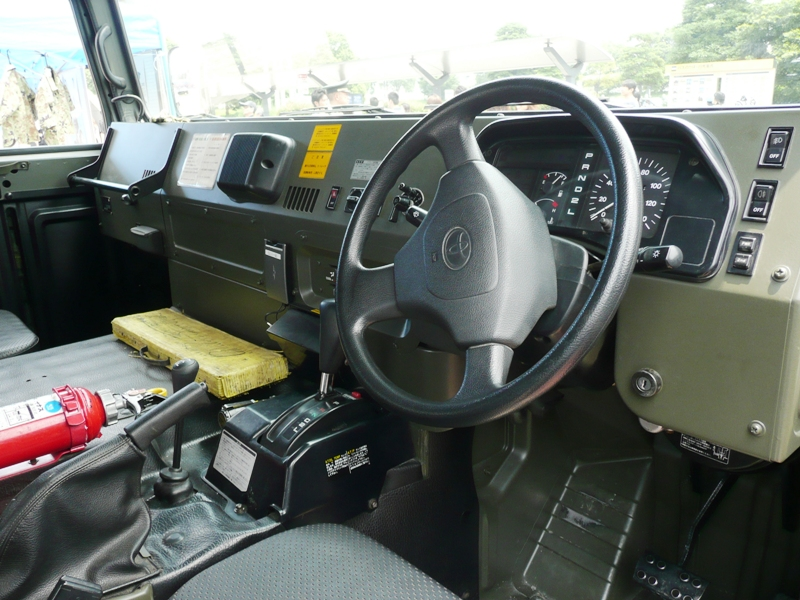
運転席
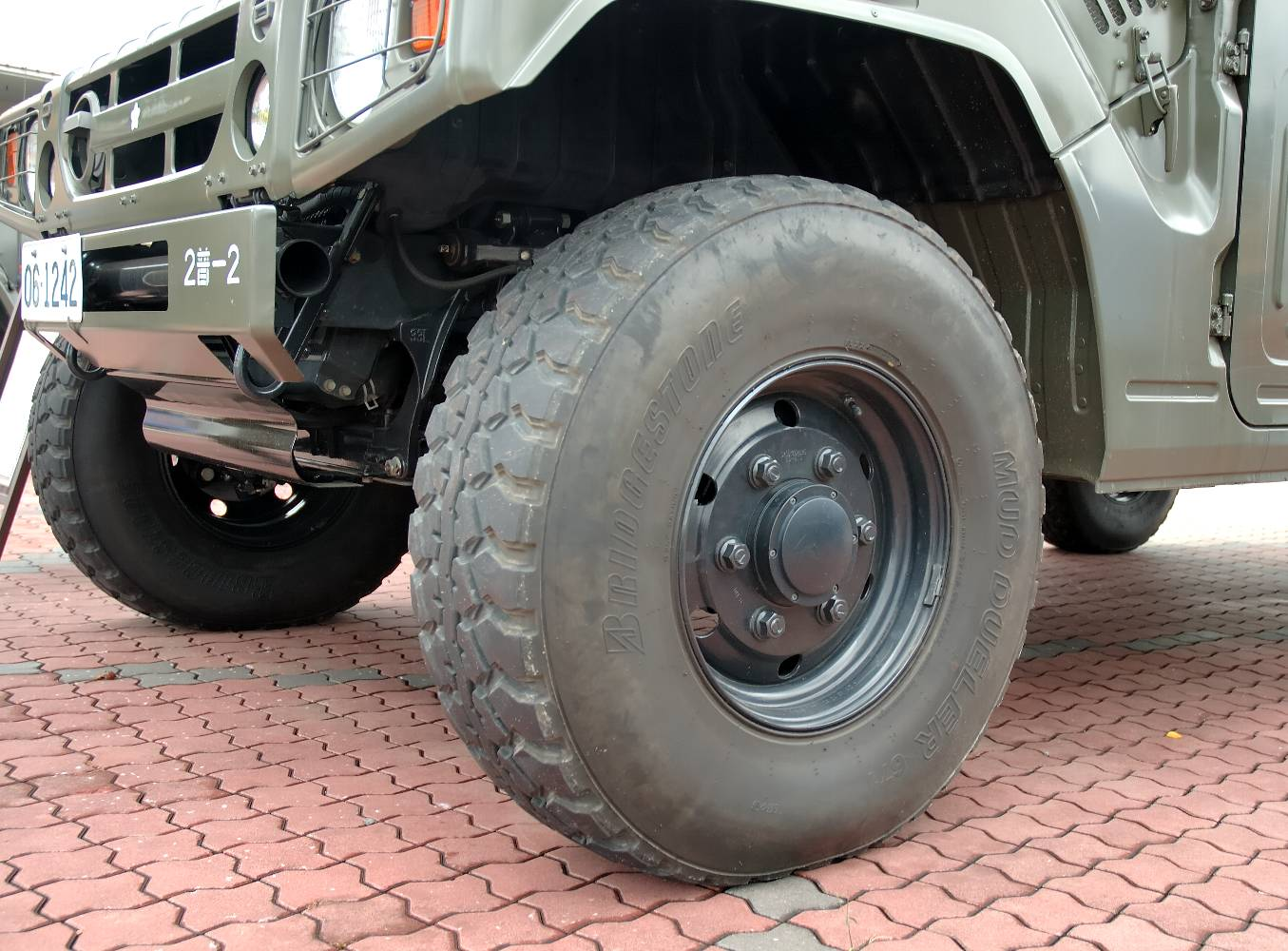
ランフラットタイヤ
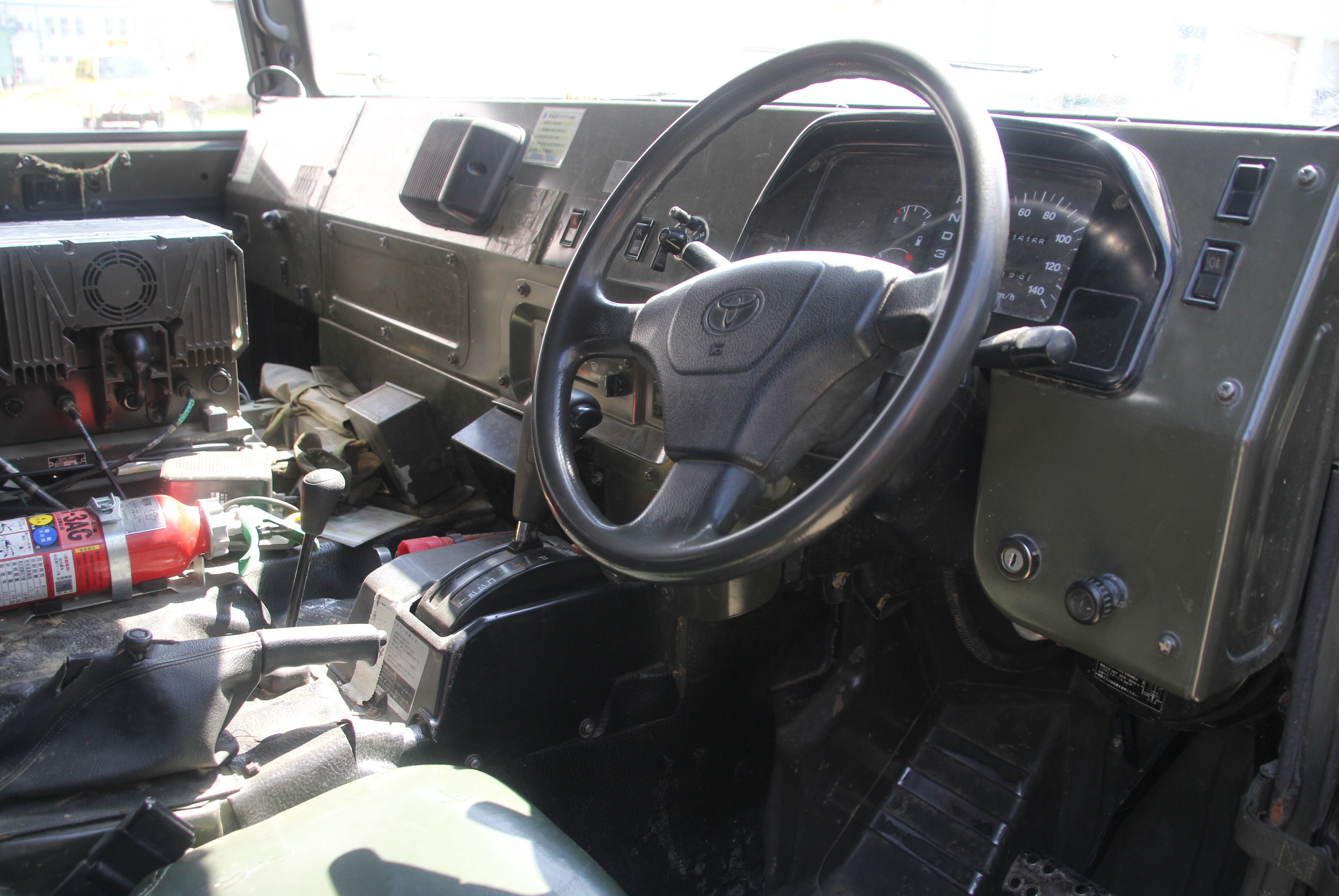
第26普通科連隊の重迫牽引車、初期型の特徴であるセレクターレバーの3レンジが確認できる

## 派生車両

### 重迫牽引車

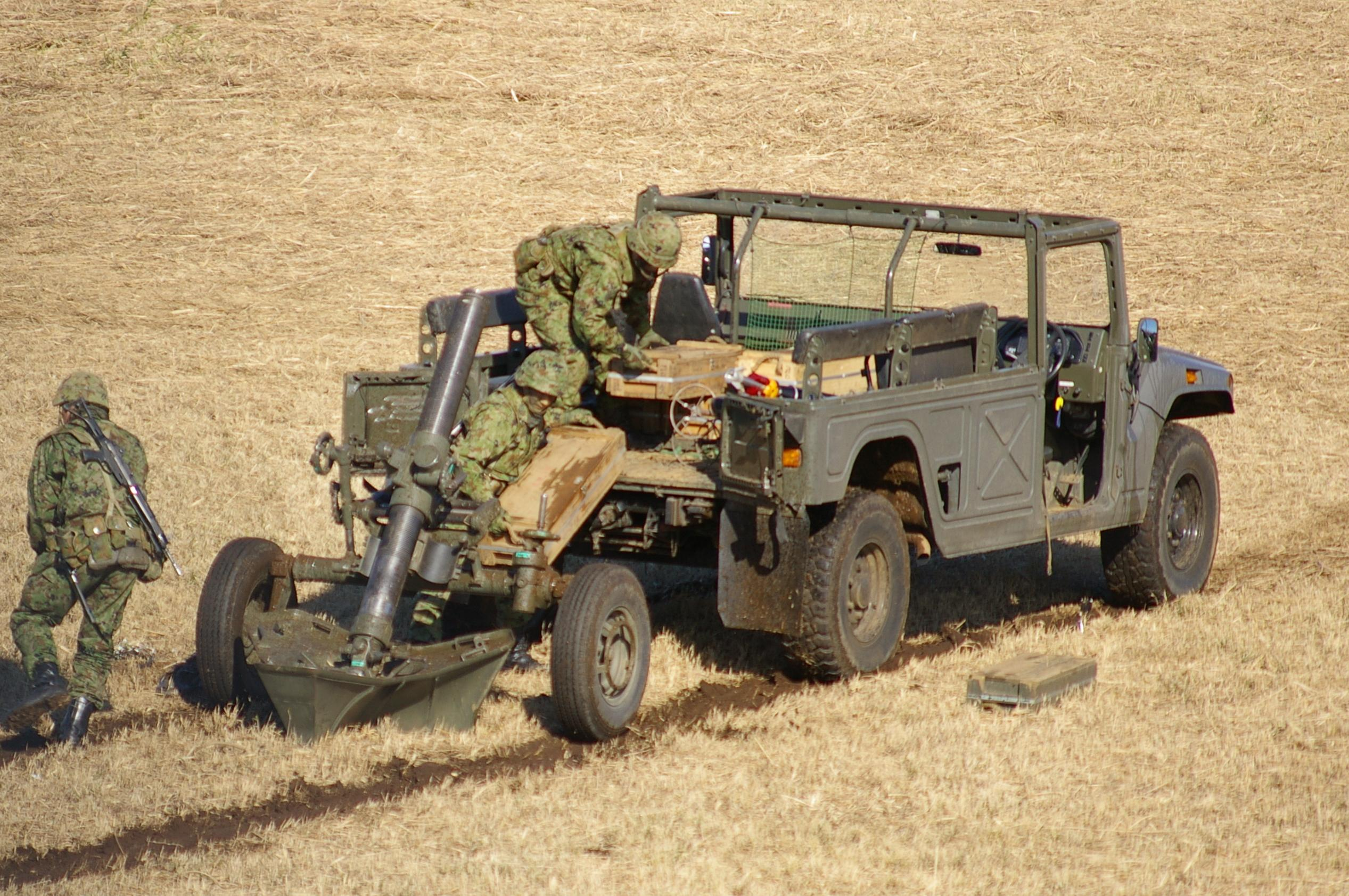
120mm迫撃砲を牽引する重迫牽引車

120mm迫撃砲 RT（重迫）を牽引する車両にも本車とほとんど同じ車両が利用されているが、120mm迫撃砲の弾薬を固定する金具などを後部座席床に設置などの差異が見られ、「重迫牽引車」の名称で、砲の備品扱いとなっている。
高機動車のナンバープレートが「06-nnnn」であるのに対し、重迫牽引車は「50-4nnn」のナンバーが取り付けられている。

### 高機動車（国際任務仕様）
内部に防弾ガラスとドアや天井には防弾板を追加し荷台部分は内部を防弾板を箱型形状にした物で覆い、さらにワイヤーカッターの装備・酷暑地での使用を考慮した幌の断熱材への変更・運転席左部のセレクターレバー真横付近にエアコンを取り付けるなどの改良が行われた車両。
イラク派遣の際には軽装甲機動車や96式装輪装甲車などと共に現地に派遣され活動した。2005年（平成17年）6月23日に、路肩に置かれたIEDによる攻撃を受けたが、爆発が小規模で直下での爆発ではなかったため、表側の通常のフロントガラスにひびが入るほか、ドアがへこむ程度の損傷で、けが人はなかった。
高機動車（国際任務仕様）はイラク派遣終了後も調達が継続されており、中央即応集団（2018年（平成30年）3月以降は陸上総隊）傘下の中央即応連隊および国際活動教育隊に配備されているほか、各方面隊隷下の補給処に海外派遣に備えて1個中隊程度の数両が配備されている。2008年（平成20年）度予算で調達された車両からは名称が「高機動車(II型)」に変更された。

### 高機動車（通信用）
師団通信システムなど通信システムの運用のため、各師団、旅団の通信大隊や中隊、および普通科連隊、特科連隊など本部管理中隊通信小隊に配備されている高機動車は車番が「06-6XXX」以降の車番に統一されている。「高機動車（師団通信システム用）」は通信機材の積載など、「通信用」は通信要員の輸送や機材積載に使用される。

### その他

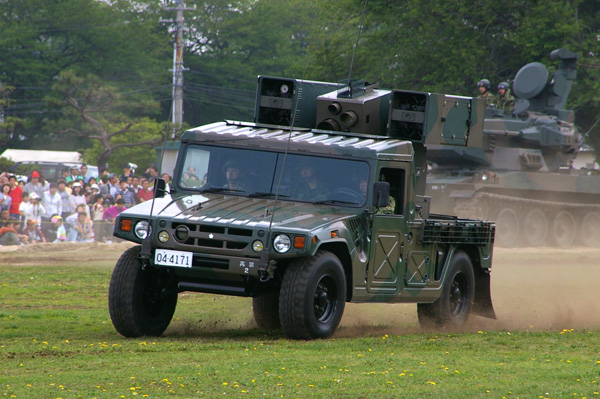
93式近距離地対空誘導弾

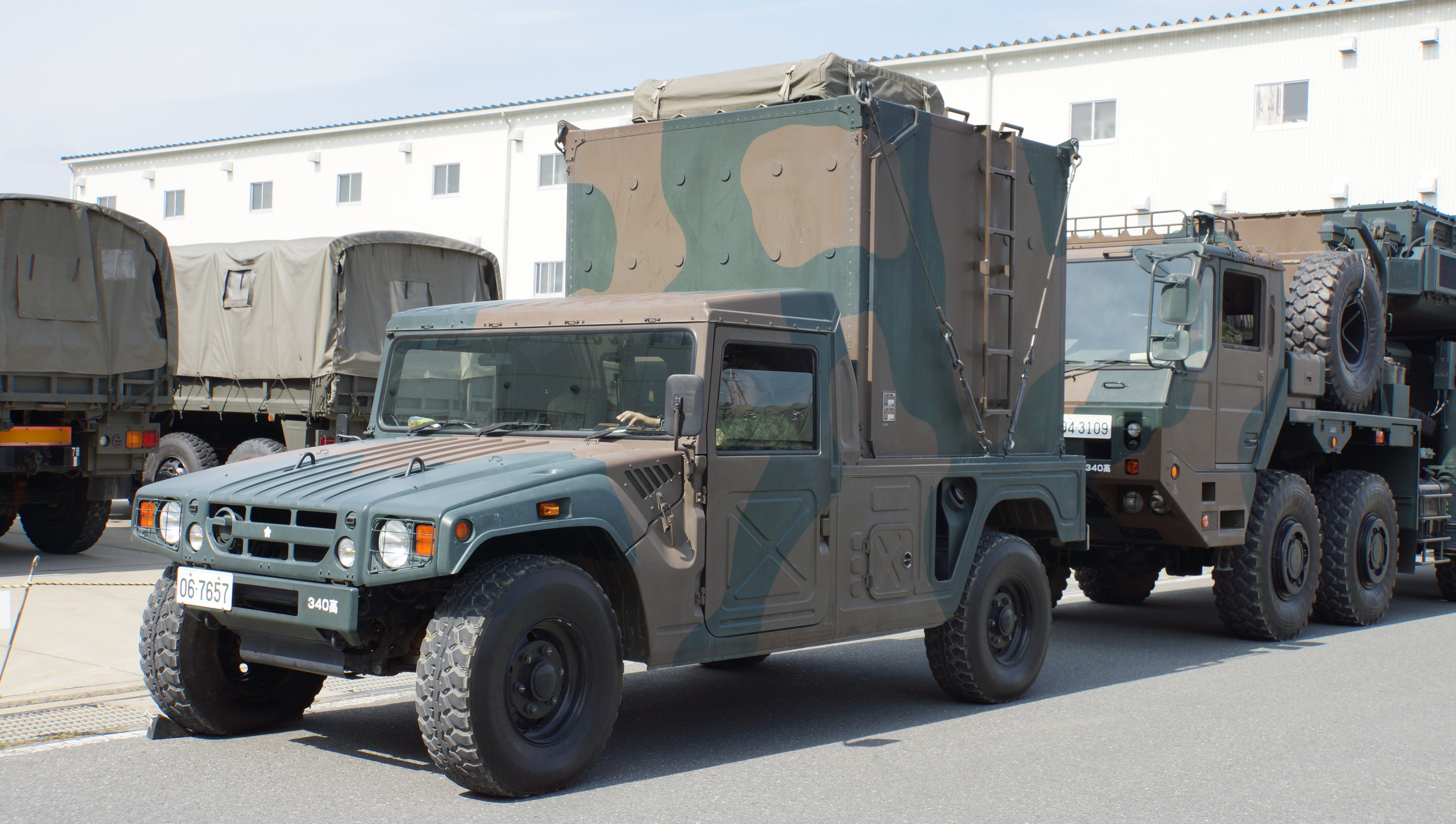
03式中距離地対空誘導弾　射撃統制装置

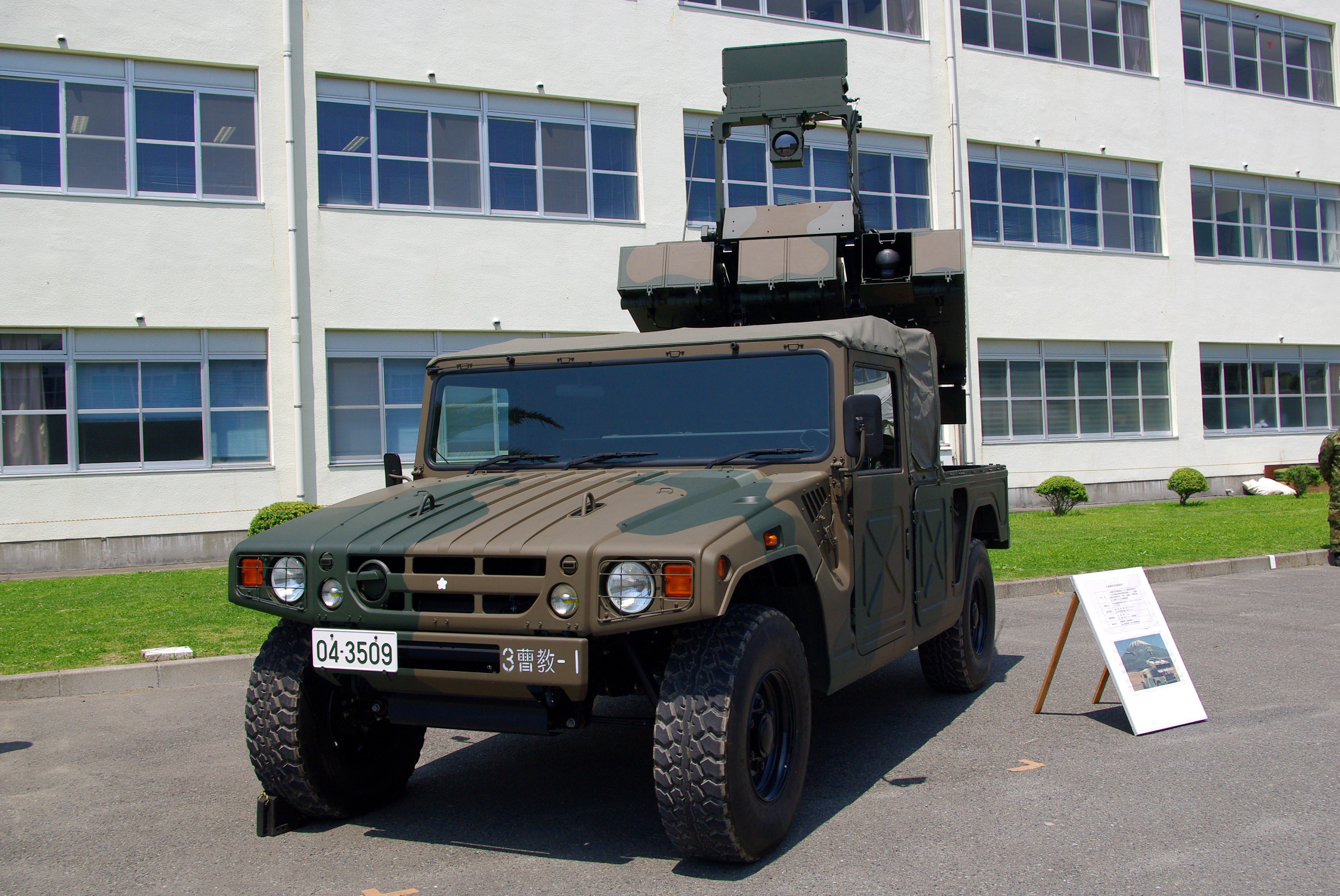
中距離多目的誘導弾

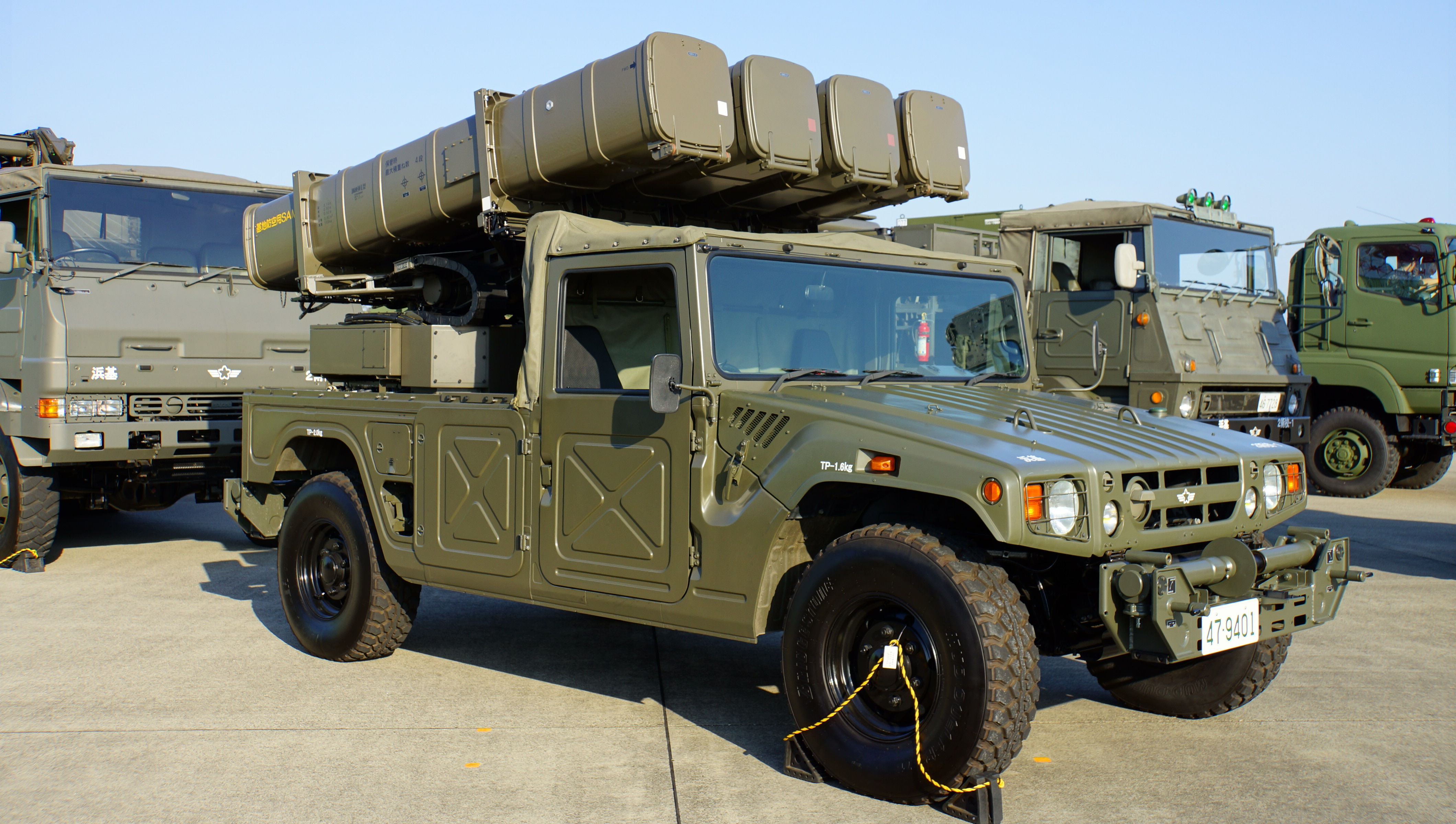
基地防空用地対空誘導弾

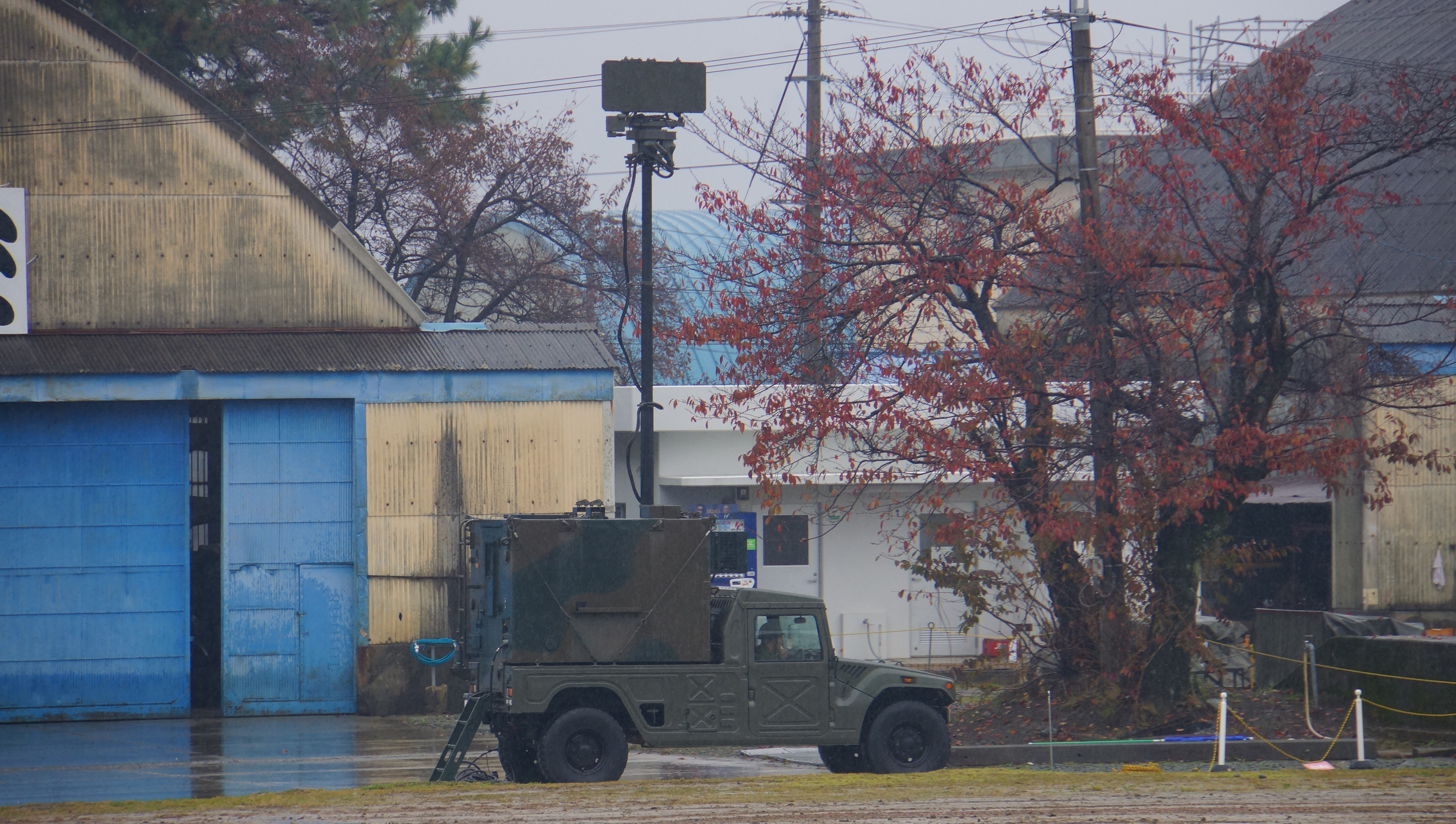
JTPS-P23地上レーダ装置1号(改)

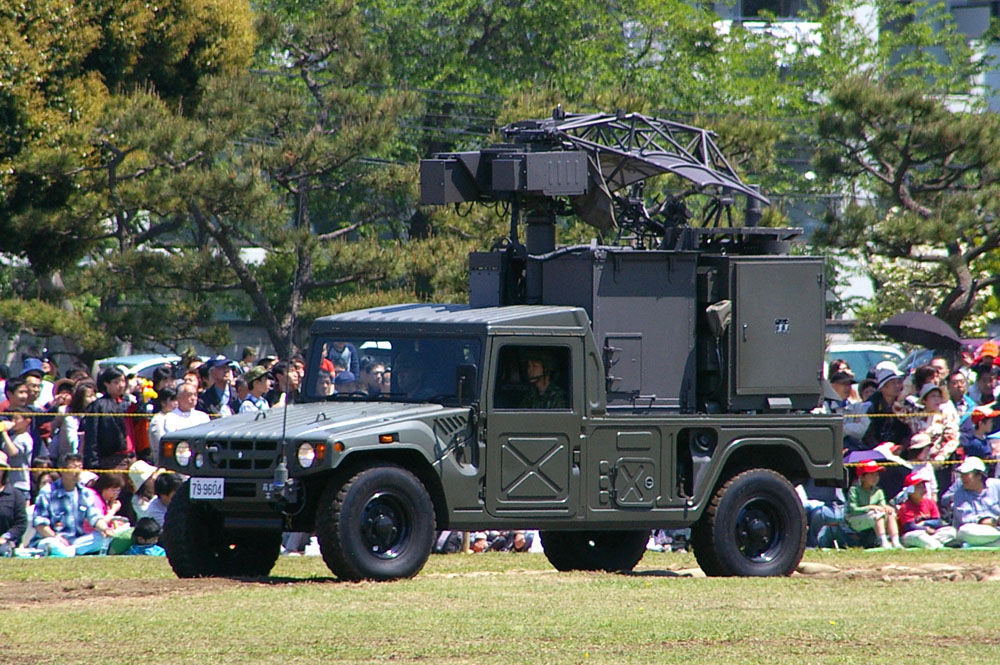
JTPS-P18低空レーダ装置

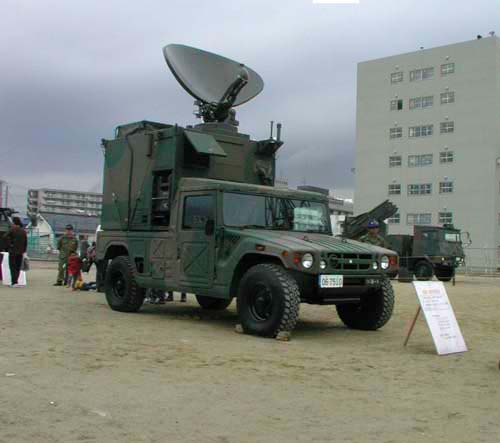
JMRC-C4衛星単一通信可搬局装置

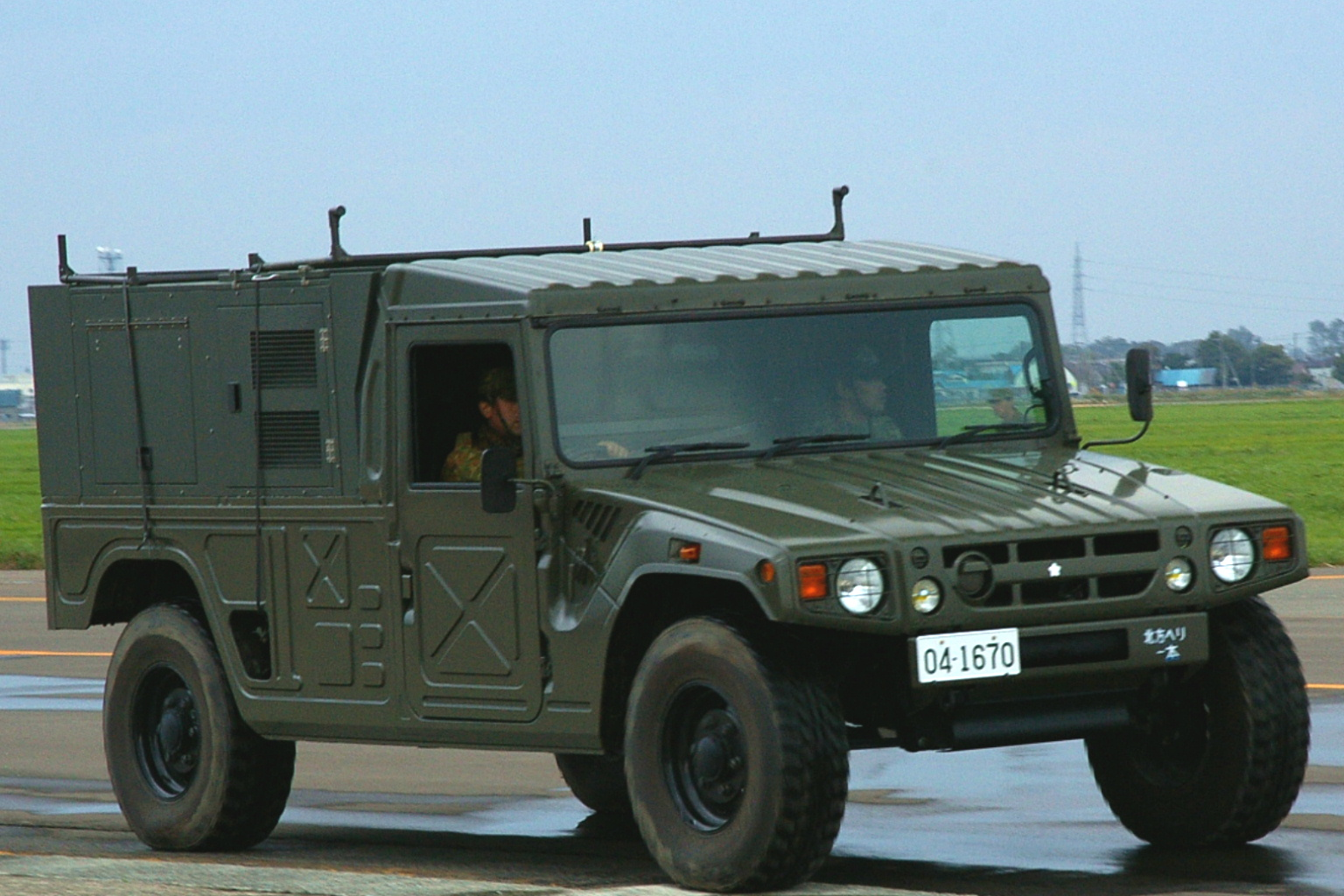
航空電源車

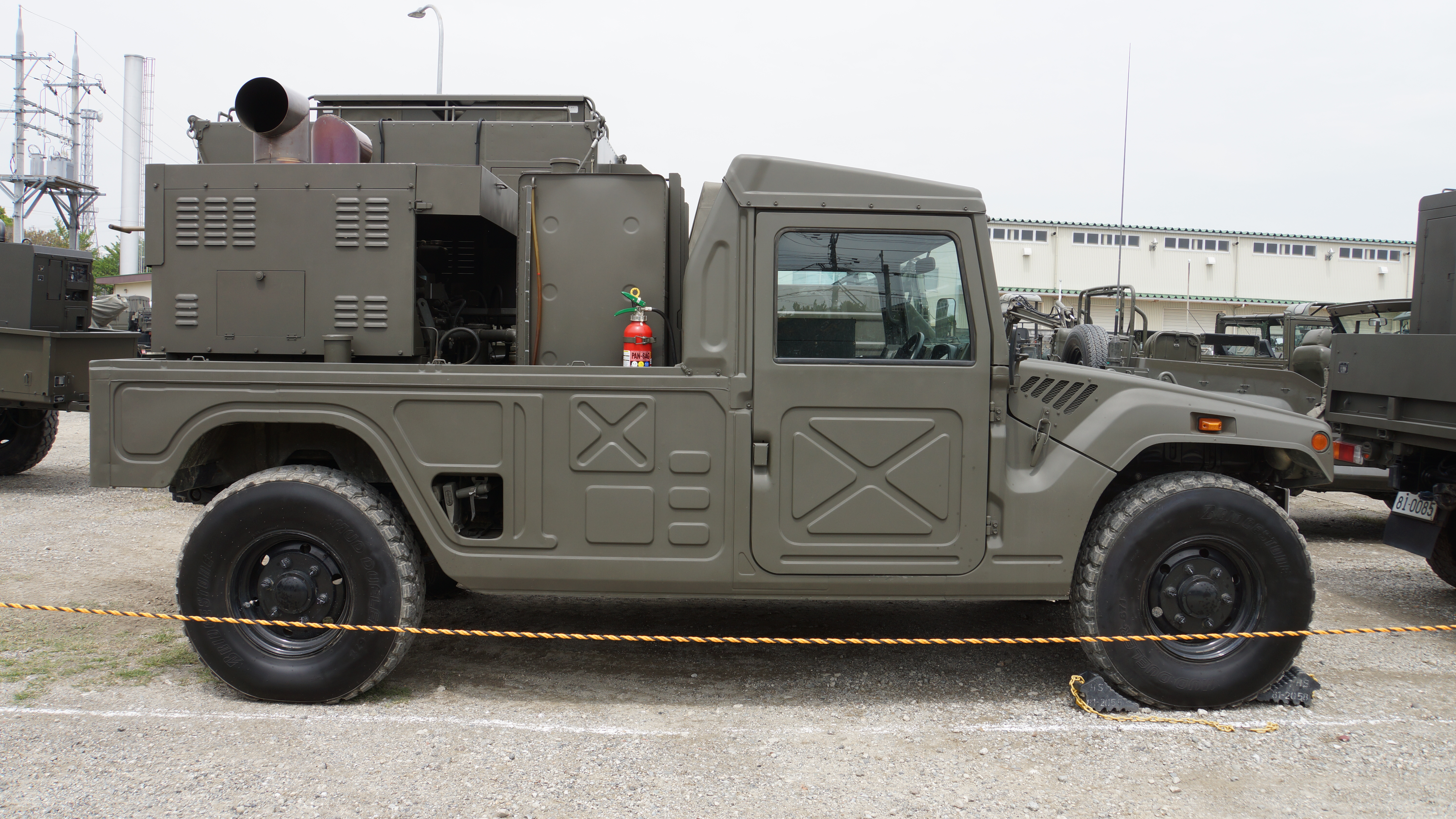
発煙機3型

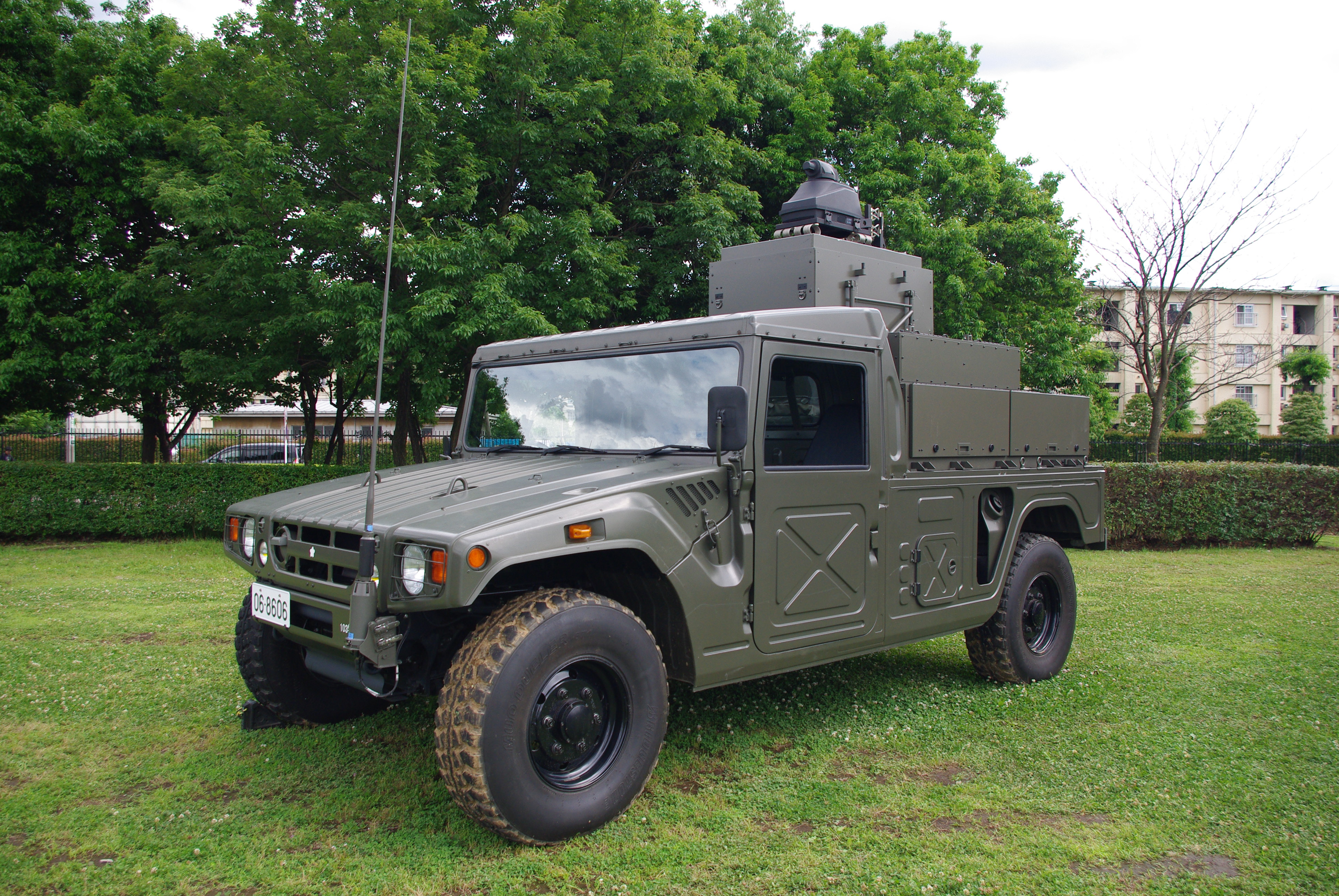
化学剤監視装置

93式近距離地対空誘導弾（SAM-3）
91式携帯地対空誘導弾（SAM-2）の発射/観測/誘導装置を装備。

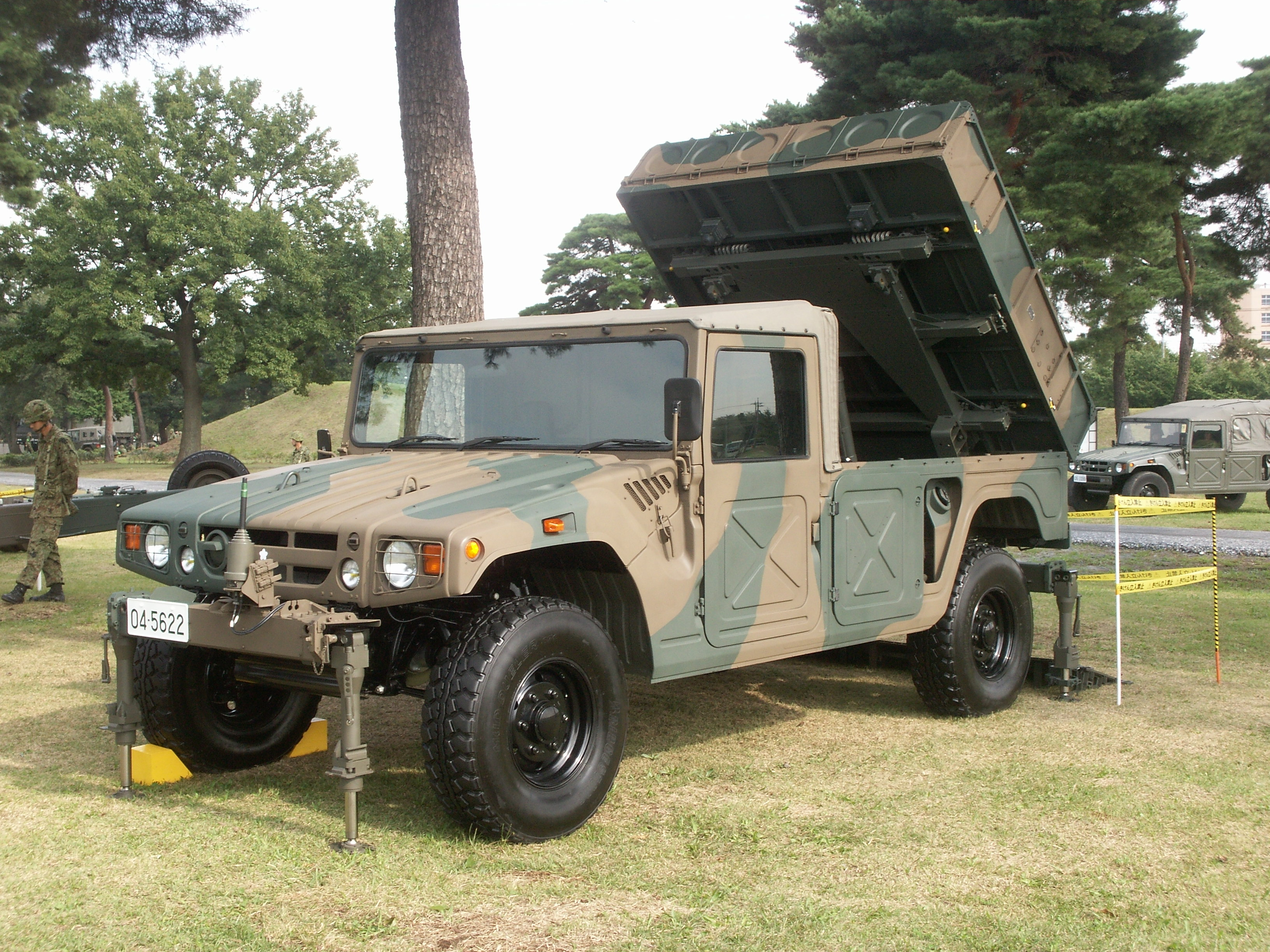
96式多目的誘導弾システム
発射機、射撃指揮装置などを装備した型が1セットに所属。
03式中距離地対空誘導弾
幹線無線伝送装置、幹線無線中継装置、射撃管制装置を装備した型が1セットに所属。
中距離多目的誘導弾
通信・電子機器利用に特化した小隊本部が乗車する指揮用車両及び発射機・追尾装置・自己評価装置を一体化したシステムを搭載した射撃分隊用車両がある。
基地防空用地対空誘導弾
発射装置を装備した型が1セットに所属。航空自衛隊のみに配備されている。
地上レーダ装置1号(改) JTPS-P23
地上監視レーダー搭載。
低空レーダ装置 JTPS-P18
対空レーダー搭載。
衛星単一通信可搬局装置 JMRC-C4
衛星通信器搭載。
師団通信システム
指揮通信機器を搭載。普通科・特科連隊（大隊）本部管理中隊や通信大隊などの部隊のみ配備されている。
ReCs端末搭載型
車番06-9000番台として第2師団の普通科連隊に数量ずつ配備されている。
航空電源車
航空機のエンジンを始動する発電機を搭載している。陸上自衛隊の飛行場に配備されている。
発煙機3型
発煙器を搭載。
化学剤監視装置
化学剤監視装置を搭載。
トヨタ・メガクルーザー
民生用。

## 運用国
日本
 ウクライナ
2023年5月21日に防衛省は、高機動車など自衛隊車両を合計100台規模でウクライナに提供すると発表した。
 ロシア
2022年11月以降ロシアのウクライナ侵攻やパレードにおいてロシア軍が「高機動車に類似する車両」を運用している映像が確認されており、2023年3月9日の衆議院安全保障委員会で行われた答弁にて取り上げられた。また、ロシアの中古車販売サイトで「KOKIDOSHA」や「Mega Cruiser」として販売されていることや、入札規定を破って十分に解体せずにタイへ輸出されたことが報じられている。
2023年（令和5年）12月15日、防衛省は車両の解体を委託した業者らに行った実態調査の結果を公表した。3月までの5年間に売り払われた高機動車など自衛隊車両について転売を認めた業者はなかったとする一方、高機動車9両を含む自衛隊車両18両が、国内で転売されたり、フィリピンで販売され、さらに逆輸入されたりしたという。一方で防衛省は、トラック2台を適切に解体せず海外に転売しようとしていた岐阜県の解体業者を9か月間の指名停止とし、破砕証明書の不正があった東京都の回収業者を4か月間の指名停止とした。防衛省は再発防止策として、解体に際し、車両の切断箇所を明示するほか、自衛隊施設で作業することなどを決めた。